# Betriebswirt (VWA)
Betriebswirt (VWA) ist ein Abschluss im Rahmen einer beruflichen Weiterbildung, der von Verwaltungs- und Wirtschaftsakademien (VWA) vergeben wird. Der Abschluss Betriebswirt (VWA) ist im Deutschen Qualifikationsrahmen (DQR) als nicht-formale Qualifikation dem Niveau 6 zugeordnet.

## Lernergebnisse Betriebswirt (VWA) gemäß DQR-Niveau 6
Grundlegende strategische und operative Entscheidungen in Unternehmen unter Beachtung des sozialen und politischen Umfelds sowie der Möglichkeiten und Grenzen neuer Technologien treffen, dabei die ökonomische, ökologische und soziale Dimension nachhaltigen Wirtschaftens berücksichtigen.
Fach- und Führungsaufgaben in Wirtschaft und Verwaltung unternehmerisch, methodisch und sozial kompetent, zielgerichtet und verantwortungsvoll wahrnehmen, dabei vertieftes Fachwissen aus Betriebswirtschaft, Volkswirtschaft und Recht fallbezogen anwenden.
Die betrieblichen Leistungsprozesse unter Berücksichtigung der personellen, technischen und rechtlichen Rahmenbedingungen leiten und koordinieren.
Die erworbenen umfassenden Kompetenzen in verantwortlichen Management-Positionen nutzen, um selbständig auch in komplexen Situationen und unter volatilen Umfeldbedingungen zielgerichtet strukturelle und absatzmarkt-wirksame Strategien zu entwickeln und erfolgreich umzusetzen.
Generell im betrieblichen Kontext auftretende betriebswirtschaftliche, volkswirtschaftliche oder juristische Argumentationen hochrangiger Experten nachvollziehen und aufgreifen sowie eigene Positionen adressatengerecht zur Geltung bringen können.

## Geschichte der Weiterbildung
Weiterbildungen zum Betriebswirt (VWA) wurden in den 1960er Jahren das erste Mal in Westdeutschland angeboten. Nach einer Unternehmensbefragung durch die Industrie- und Handelskammer Stuttgart führte die Württembergische VWA im Jahr 1964 als erste Verwaltungs- und Wirtschaftsakademie im Bundesgebiet für die Absolventen des wirtschaftswissenschaftlichen Bildungsgangs die Bezeichnung Betriebswirt (VWA) ein.

## Berufsbild
Betriebswirte (VWA) lösen kaufmännische oder betriebswirtschaftliche Aufgabenstellungen in Unternehmensbereichen wie Marketing, Personal, Controlling, Rechnungswesen, Materialwirtschaft/Produktion oder Steuerwesen. Als gehobene Sachbearbeiter übernehmen Betriebswirte (VWA) kaufmännische und organisatorische Führungsaufgaben in zahlreichen Branchen und Bereichen. Bei entsprechender Berufserfahrung können Betriebswirte (VWA) auch die Leitung von Abteilungen, Filialen oder Teams übernehmen.
Im Finanz- und Rechnungswesen werten sie unter anderem Statistiken aus, erstellen Wirtschaftlichkeitsanalysen und erarbeiten damit Entscheidungshilfen für die Geschäftsleitung. Sie stellen Finanzierungspläne auf, kontrollieren die Geschäftsbuchhaltung und sind für die Beschaffung von Krediten für Investitionsvorhaben zuständig. Im Einkauf beschaffen sie möglichst kostengünstig Rohstoffe, Fertigwaren und Betriebsmittel, analysieren Beschaffungsmärkte und handeln Lieferverträge aus.
Im Personalwesen planen sie den Personalbedarf, übernehmen Aufgaben in der Personalbeschaffung und -betreuung, organisieren die innerbetriebliche Aus- und Weiterbildung. In Marketing und Vertrieb erarbeiten sie unter anderem marktgerechte Absatzstrategien, planen Werbe- und verkaufsfördernde Maßnahmen und betreuen Großkunden im Außendienst. Sie verbessern die innerbetriebliche Organisation und optimieren unter anderem Arbeitsabläufe und Informationsflüsse mithilfe der EDV.

## Zugangsvoraussetzungen

### Abendweiterbildung
Die Weiterbildung wird in Abend- und/oder Wochenendvorlesungen berufsbegleitend durchgeführt und dauert mindestens 6 Semester. Zugelassen werden laut Rahmen-Studienordnung:
- Beamte – gleich welcher Laufbahn –, wenn sie die Laufbahnprüfung für den gehobenen Dienst oder eine gleichwertige Prüfung bestanden haben oder sich in einer Planstelle des gehobenen Dienstes befinden,
- Angestellte im öffentlichen Dienst – gleich welcher Fachrichtung –, wenn sie die Angestelltenfachprüfung II abgelegt oder eine den Beamten des gehobenen Dienstes gleichwertige Stelle innehaben,
- Kaufleute und kaufmännische Angestellte, wenn sie eine kaufmännische Berufsausbildung mit einer mindestens dreijährigen Regelausbildungszeit abgeschlossen und eine danach liegende mindestens einjährige kaufmännische Berufstätigkeit ausgeübt haben,
- Industrie- und Handwerksmeister und staatlich geprüfte Techniker, wenn sie nach ihrer Prüfung eine mindestens einjährige Tätigkeit ausgeübt haben, bei der wirtschaftliche Kenntnisse erforderlich sind.
- Absolventen eines Hochschulstudiums, wenn sie eine mindestens einjährige Berufstätigkeit ausgeübt haben.

Die Württembergische VWA hingegen erlaubt bei abgeschlossenen Fortbildungsprüfungen zum Fachkaufmann oder kaufmännischen Fachwirt eine zeitliche Anrechnung von maximal 2 Semestern; die Anrechnung von Leistungen ist dort grundsätzlich nicht möglich.

### Abiturientenausbildung
Diese Variante ist ausschließlich Abiturienten vorbehalten, diese müssen zudem einen Ausbildungsplatz bei einem Unternehmen haben. Im Regelfall werden die Studiengebühren und eine Ausbildungsvergütung vom Ausbildungsbetrieb gezahlt. Das Studium findet im Wechsel statt; den größeren Teil ist der Student in seinem Ausbildungsbetrieb, um die praktischen Kenntnisse zu erwerben, für die theoretischen Kenntnisse besucht der Student jeweils in Vollzeitblöcken die Vorlesungen der VWA. Die Dauer des Studiums beträgt drei Jahre.

## Art der Abschlussprüfung
Der Abschluss Betriebswirt (VWA) (gegebenenfalls mit Angabe des Schwerpunktfaches) ist gemäß Rahmen-Studienordnung des Bundesverbandes Deutscher Verwaltungs- und Wirtschafts-Akademien bundeseinheitlich geregelt.
Die Lehrgänge sind zwar nicht staatlich anerkannt; die Abschlussprüfungen finden jedoch in der Regel unter Aufsicht eines Staatsbeauftragten des jeweiligen Bundeslandes statt, welcher den Vorsitz im Prüfungsausschuss führt. Der Abschluss als Betriebswirt (VWA) oder Verwaltungs-Betriebswirt (VWA) kann im Regelfall nach sechs Semestern erlangt werden.

## Bachelor- und Master-Abschluss
Der Abschluss als Betriebswirt (VWA) gilt zusammen mit der abgeschlossenen Berufsausbildung nach den bundesländerspezifischen Regelungen als Hochschulzugangsberechtigung; bei einem anschließenden wirtschaftswissenschaftlichen Hochschulstudium zum Erwerb eines formalen akademischen Bachelorgrades werden zudem Leistungen aus dem VWA-Studium ggf. bis zur maximalen hochschulrechtlichen Obergrenze angerechnet, mit dem oder u. U. direkt mit dem Abschluss Betriebswirt (VWA) die Möglichkeit besteht, in der Folge an Master-Studiengängen teilzunehmen. Hierzu hat der Bundesverband der Verwaltungs- und Wirtschafts-Akademien Kooperationen mit verschiedenen europäischen Business Schools geschlossen.